# Marina Karpunina
Marina Guermánovna Karpunina, en ruso: Марина Германовна Карпунина  (Moscú, Rusia, 21 de marzo de 1984) es una jugadora de baloncesto rusa. Consiguió 5 medallas en competiciones internacionales con Rusia. Tras un calvario de lesiones que la tuvo tres años sin jugar, esta talentosa jugadora rusa ha vuelto a jugar en el Spartak Noginsk ruso en el que ha hecho una buena temporada lo que le ha permitido ser preseleccionada de nuevo con la selección rusa.